# Конти-Рус
Акционерное общество «Конти-Рус» — российская кондитерская компания, основанная в 1998 году как часть украинской группы компаний «Конти». Один из крупнейших производителей кондитерских изделий в стране.
Ассортимент Компании насчитывает более 250 наименований: шоколадные конфеты, печенье, батончики, вафли, карамель, крекер и другие. «Конти-Рус» является правообладателем 546 торговых марок, наиболее известные из которых — «Золотая Лилия», «Живинка», «Timi», «Bonjour», «Супер-Контик».

## История
Курская кондитерская фабрика была основана в 1936 году по Постановлению СНК РСФСР по адресу: г. Курск, ул. Золотая, 13.
Во время Великой Отечественной войны предприятие было эвакуировано в глубокий тыл, а здание Курской кондитерской фабрики было полностью разрушено.
После войны все пришлось начинать с нуля: были построены основные цеха Курской кондитерской фабрики — конфетный, карамельный, пастильно-мармеладный, сиропно-начиночная станция. Подсобные цеха: тарный, ремонтно-механический.
С 1978 по 1998 годы была проведена реконструкция фабрики: построены бытовой корпус, вспомогательные производственные цеха и главный корпус, пущены новые линии по производству пралиновых, сбивных конфет, конфет ассорти, шоколада с начинкой. Также установлена новая линия по производству крекеров, карамели, помадных конфет с комбинированной начинкой.
После принятия закона РФ об антимонопольной деятельности комбинат был реорганизован — разделен на 4 самостоятельных предприятия. Головное предприятие в 1992 году было преобразовано в ТОО «Кондитер», а с 7 июля 1998 года — в ЗАО «Кондитер-Курск».
В январе 2008 году ЗАО «Кондитер-Курск» было переименовано в ЗАО «КОНТИ-РУС» (на обёртках конфет указано АО «КОНТИ-РУС»).
С мая 2022 года ЗАО «КОНТИ-РУС» перешла в управление ООО «Промт», которая владела им до ноября 2023.
В ноябре 2023 года, по решению суда, компания перешла в собственность Российской Федерации.

## Активы
- 2 кондитерские фабрики в городе Курск;
- 23 производственные линии суммарной мощностью 136 тыс. тн[4];
- производственно-логистический комплекс вместимостью 24 тыс. паллетомест[7].

Компания «Конти-Рус» занимает второе место в Курской области по выручке среди производителей пищевых продуктов и одиннадцатое место по выручке среди всех компаний.